# Eupanacra busiris
Eupanacra busiris är en fjärilsart som beskrevs av Walker 1856. Eupanacra busiris ingår i släktet Eupanacra och familjen svärmare. Inga underarter finns listade i Catalogue of Life.